# Hans-Peter Holst
Pour les articles homonymes, voir Holst (homonymie).
Hans-Peter Holst est un poète danois, né le 22 octobre 1811 à Copenhague où il est mort le 2 juin 1893. 
En 1836 il est professeur de langue danoise et de logique à l'Académie des cadets de terre à Copenhague. De 1840 à 1842 il voyage 
en Allemagne, en France et en Italie. Il est nommé en 1875 poète dramatique officiel du théâtre de la cour et à ce titre est chargé de célébrer les événements importants de l'histoire de son pays ou de ses souverains.
Il publie des poèmes, des chants des drames, dont Nytaarsgave fra danske Digtere (Étrennes de la part des poètes danois) et Eros (poésies lyriques) ; il est également l'auteur de traductions de drames et de vaudevilles.

## Sélection d’œuvres
- Fædrenelandske Romancer (1832).
- Digtninger (1833).
- Noveller (1834).
- Digte (premier recueil 1840, second recueil 1850).
- Farvel (1840).
- Ude og hjemme (1843).
- Souvenirs d'un voyage en Allemagne, en France, en Italie et en Sicile (1840-1842).
- Gioacchino (1844).
- Albert Thorwaldsen (1844).
- Adam Œhlenschlæger (1850).
- Den litle Hornblæser (1851).
- Sicilianske Skizzer og Noveller (1853).

## Sources
- E. B., « Holst (Hans-Peter) », Nouvelle Biographie générale Hoefer, 1868, t. 25, col. 1.